# Kempalanatha, Kanakapura
Kempalanatha là một làng thuộc tehsil Kanakapura, huyện Ramanagara, bang Karnataka, Ấn Độ.